# ワン・ウーマン・ショー 〜甘い幻〜
「ワン・ウーマン・ショー 〜甘い幻〜」（ワン・ウーマン・ショー あまいまぼろし）は、ポルノグラフィティの41作目のシングルとして2014年11月5日にSME RecordsからCD盤が発売された。

## 解説
2014年第2弾シングルで、「見んさい」「聞きんさい」「歌いんさい」をテーマとするシングル3部作のうち「聞きんさい」がテーマとなる第2作にあたる。

## 収録曲

### Disc 1(CD)
| #  | タイトル                              | 作詞・作曲 | 編曲                      | 時間 |
| -- | ------------------------------------- | ---------- | ------------------------- | ---- |
| 1. | 「ワン・ウーマン・ショー 〜甘い幻〜」 | 新藤晴一   | 宗本康兵, Porno Graffitti | 4:07 |
| 2. | 「なにはなくとも」                    | 岡野昭仁   | 江口亮, Porno Graffitti   | 4:28 |
| 3. | 「みんなのカープ」                    | 新藤晴一   | tasuku, Porno Graffitti   | 3:23 |

### Disc 2(DVD)
1. ワン・ウーマン・ショー 〜甘い幻〜 [Video Clip]

初回生産限定盤のみ

## 曲解説
1. ワン・ウーマン・ショー 〜甘い幻〜
女性目線のバラードナンバーで[2][3][4]、2014年9月のスタジアムライブ『神戸・横浜ロマンスポルノ'14 〜惑ワ不ノ森〜』で初披露された[2][4]。
ビデオクリップは振付家ユニットの左 (HIDARI)が担当。シングルCDの初回生産限定盤に付属するDVDにフルサイズ版が収録されている[2][3][4]。
2. なにはなくとも
3. みんなのカープ
広島東洋カープの「非公式応援歌」[5]。

## 楽曲の収録アルバム
- RHINOCEROS (#1)